# Minh Mạng
Minh Mạng (Hán tự : 明 命 ; né Nguyễn Phúc Đảm 阮 福 胆, également connu sous le nom de Nguyễn Phúc Kiểu 阮 晈 福), né le 25 mai 1791, mort le 20 janvier 1841, est le deuxième empereur de la dynastie des Nguyễn du Vietnam.
Il a régné du 14 février 1820 jusqu'à sa mort.

## Biographie
Il est le plus jeune fils de l'empereur Gia Long, dont le fils aîné, le prince héritier Cảnh, est mort en 1801. Il est connu pour son opposition à l'implication de la France dans les affaires vietnamiennes et son orthodoxie confucéenne rigide.

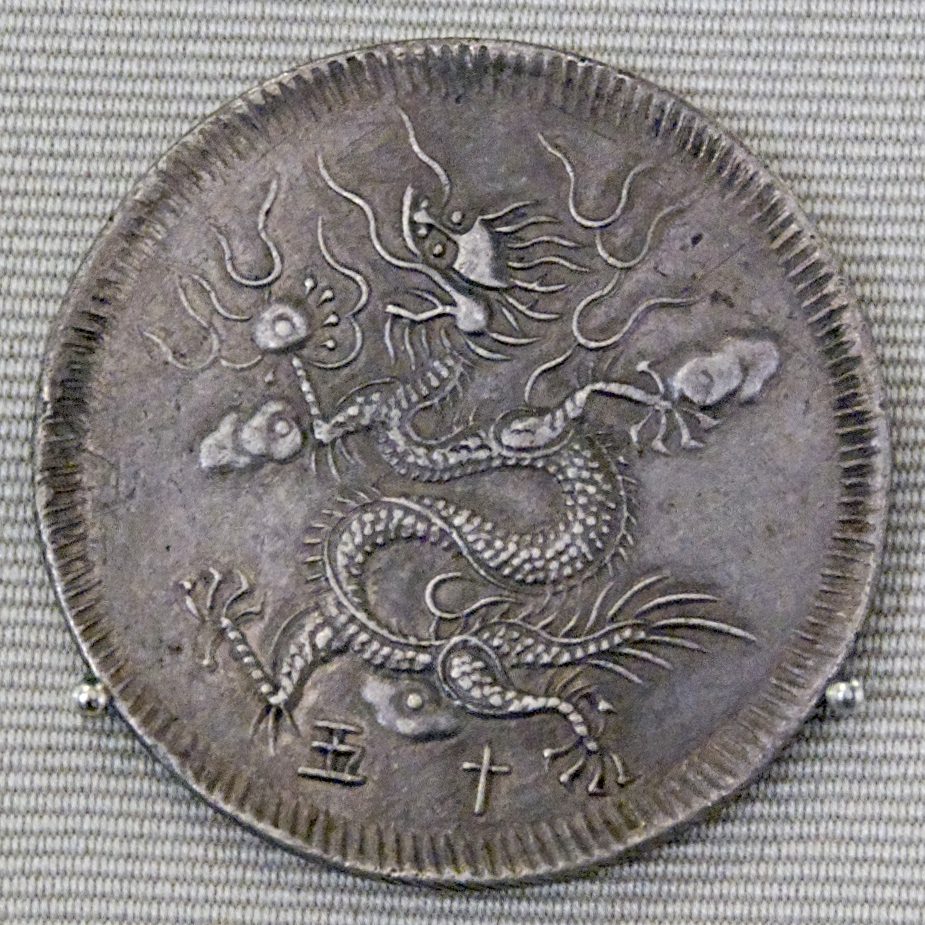
Dragon en vol. Phi long (monnaie) de Minh Mạng, 1833.

 Surnommé le « Néron annamite »[Par qui ?], son règne inaugure une période de persécution contre les chrétiens qui atteint son paroxysme en 1835 avec le martyre du père Marchand.

### Jeunesse
Né Nguyễn Phúc Đảm, Minh Mạng est le fils de l'empereur Gia Long (son quatrième fils) et de sa première concubine Trần Thị Đang (devenue Thuận Thiên), fille du ministre des travaux publics. L'empereur le désigne comme héritier du trône en 1816, plutôt que son petit-fils (héritier légitime), le fils du prince aîné Cảnh (mort en 1801), reconnaissant en lui une grande force de caractère. Le prince héritier se distingue également par son aversion envers la civilisation occidentale et admire le gouvernement du Japon pour avoir interdit le christianisme.
À la mort de Gia Long en 1820, il devient empereur sous le nom de Minh Mạng. Cette année coïncide aussi avec la reprise de l'action missionnaire des Missions étrangères de Paris dans tout l'Empire qui avait dû cesser il y a presque trente ans à cause de l'état de guerre permanent entre Gia Long et la dynastie concurrente des Tây Sơn.
La première difficulté que le nouvel empereur doit affronter est l'opposition de Lê Văn Duyệt (1763-1832). Ce fidèle lieutenant de son père, qui avait été élevé à la dignité de haut mandarin, et qui avait vaincu les Tây Sơn à la bataille de Quinhon en 1801, avait reçu de l'empereur défunt le titre de vice-roi de Cochinchine (Gia Định, ainsi que la suzeraineté sur le roi du Cambodge) en 1812 avec le droit de la gouverner à sa guise et de traiter avec les émissaires étrangers. Or Duyệt refuse au début de reconnaître le titre impérial de Minh Mang. Formé dans sa jeunesse par les officiers français de Pigneau de Behaine, il est également favorable à l'action des missionnaires.

### Répression anti-chrétienne
C’est en 1826 que commencèrent les persécutions contre les chrétiens. Le 6 janvier 1833 un édit ordonna de détruire les églises, d’arrêter les prêtres et de contraindre les fidèles à fouler la croix s’ils voulaient sauver leur vie. L’ordre fut bien suivi ; trois cents églises furent rasées, les chrétiens furent pourchassés, la persécution s’abattit sur tout le pays, plus violente encore lorsqu’une guerre avec le Siam eut éclaté, qu’on accusa les missionnaires réfugiés dans ce pays d’avoir provoquée. En cinq ans, neuf prêtres européens, cinq français, quatre espagnols et cent prêtres indigènes périrent : le premier fut le Père Gagelin étranglé à Hué (17 octobre 1833) ; le plus célèbre, le Père Marchand, en raison de l’horreur du supplice des « cent plaies » qui lui fut infligé le 30 novembre 1835.

### Politique étrangère isolationniste
Minh Mạng intensifie l'isolationnisme de son empire et s'appuie sur une pratique confucéenne stricte. Son père avait déjà refusé en 1804 des offres d'ouverture au commerce international proposées par une délégation britannique et renvoyé les présents offerts par les émissaires. À l'époque, l'empire annamite n'était pas l'enjeu de pressions coloniales, puisque toute l'Europe était engagée dans les guerres napoléoniennes. Cependant Napoléon avait songé à y ouvrir des ports, comme bases concurrentes de la compagnie anglaise des Indes orientales, d'autant plus que les Britanniques s'étaient emparés d'anciennes possessions françaises (ainsi l'île Maurice). Après la chute de l'Empire, l'intérêt de la France envers la péninsule indochinoise perdure.

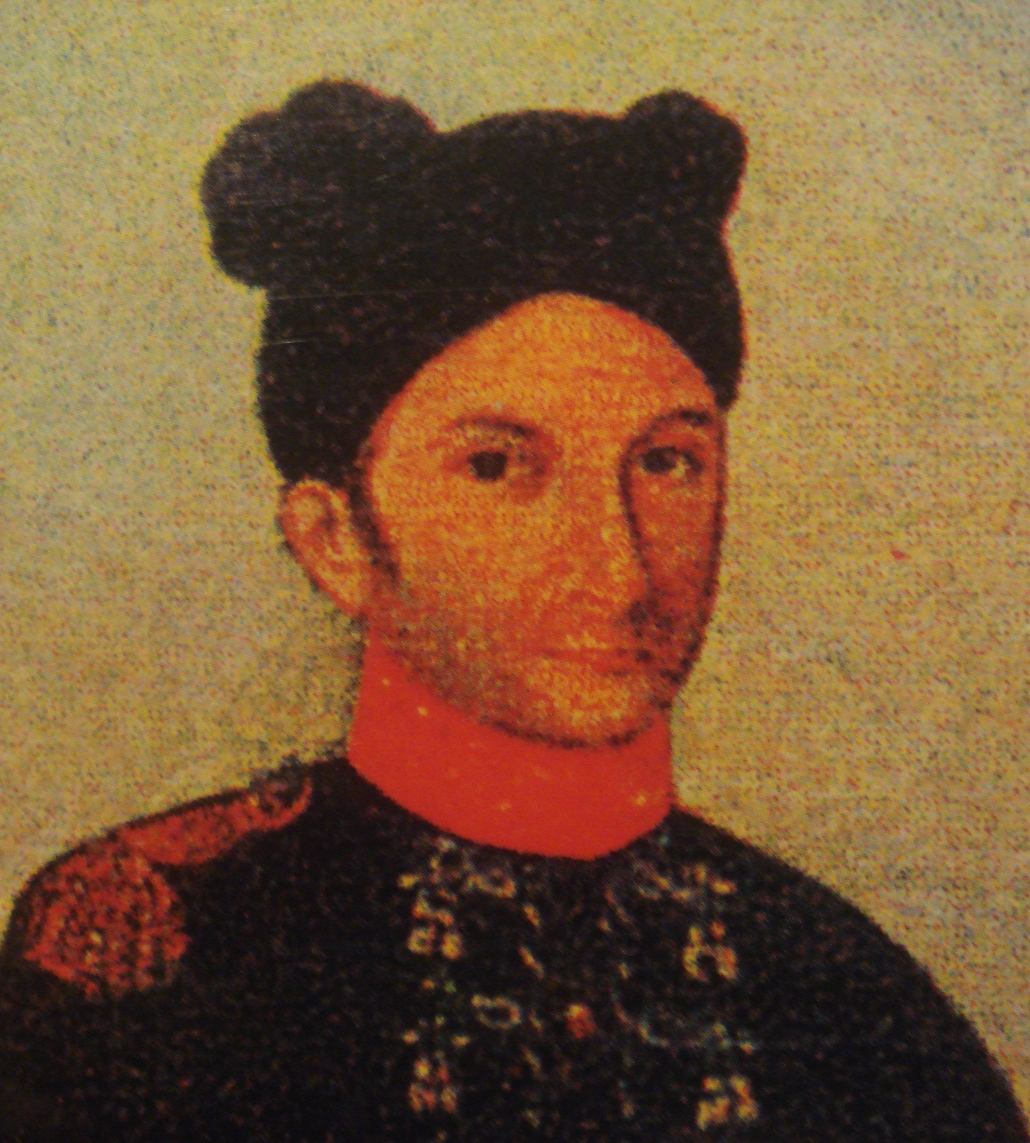
Jean-Baptiste Chaigneau

Jean-Baptiste Chaigneau (1769-1832), l'un des officiers français recrutés par Pigneau de Behaine pour aider Gia Long à reconquérir le pouvoir, était entretemps devenu un haut mandarin sous le nom de Nguyễn Văn Thắng, marquis de Thắng Đức et conseiller de l'empereur d'Annam. Chaigneau, après un quart de siècle au Annam, part en 1819 pour la France à bord du Henri où il reçoit sa nomination de consul de France à la cour de Hué. À son retour en 1821 par le Larose, Chaigneau est reçu froidement par le nouvel empereur. Ses offres de traité de paix et de commerce avec la France sont refusées. Découragé, Chaigneau quitte le pays en 1825.
Ainsi Minh Mang refuse l'ouverture de son pays. Une offre américaine du capitaine John White de lui vendre des armes, des uniformes et des ouvrages littéraires est refusée en 1820, celle de la France de conclure un traité également. En 1821, John Crawfurd, agent de la compagnie anglaise des Indes orientales, n'a même pas le droit d'accoster au Tonkin pour y négocier. Un an plus tard, la frégate française La Cléopâtre, mouillant à Tourane et dont le capitaine voulait présenter ses hommages à l'empereur est « reçue » par un détachement de troupes, comme s'il s'agissait de parer à une invasion. Bougainville qui arrive à Tourane en 1825 avec également des propositions de traité de la part de Louis XVIII (mort entretemps) se voit interdire de débarquer et son message est renvoyé sous prétexte que personne n'était capable de le traduire.
D'autres propositions françaises d'ouverture au commerce avec la France sont refusées: ainsi en 1825 celle de l'agent consulaire Eugène Chaigneau (neveu de Jean-Baptiste) qui est rapidement expulsé avant même de se présenter à la cour (une autre tentative au cours de son retour en 1830 échoue également), celle de Kergariou en 1827 subit le même sort, de même que celle de l'amiral Laplace en 1831 au cours de son tour du monde à bord de La Favorite. Il a juste le temps de prendre à bord Eugène Chaigneau pour le ramener en France.
Le président américain Andrew Jackson envoie à deux reprises des diplomates, Edmund Roberts (en 1832, à bord du Peacock) et Joseph Balestier (en 1836) sans succès. C'est la première fois que les États-Unis d'Amérique cherchent à établir des relations diplomatiques avec un pays de l'Extrême-Orient.
Louis-Philippe demande au commandant Vaillant de La Bonite en 1837 et à la frégate L'Artémise en 1838 d'accoster à Tourane au cours de leurs expéditions, mais toute communication est interdite et les navires repartent.
Vis-à-vis de ses voisins, Minh Mang est soumis à deux crises en 1833-1834: il doit terminer la guerre avec le Siam qui revendique le Cambodge placé depuis un siècle sous la suzeraineté de la Cochinchine et mater la rébellion en 1834 de Lê Văn Khôi (fils adoptif de Le Van Duyet) en Cochinchine qui, assiégé à la citadelle de Saïgon, a appelé les armées siamoises à la rescousse. Les armées de Minh Mang doivent lutter contre l'envahisseur et contre le séparatisme cochinchinois. Un bouc émissaire est tout trouvé une fois la révolte matée, pour retrouver l'unité ; les missionnaires catholiques et leurs convertis, accusés de trahison. Une période de persécution sanglante s'ensuit à leur égard.

### Bâtisseur

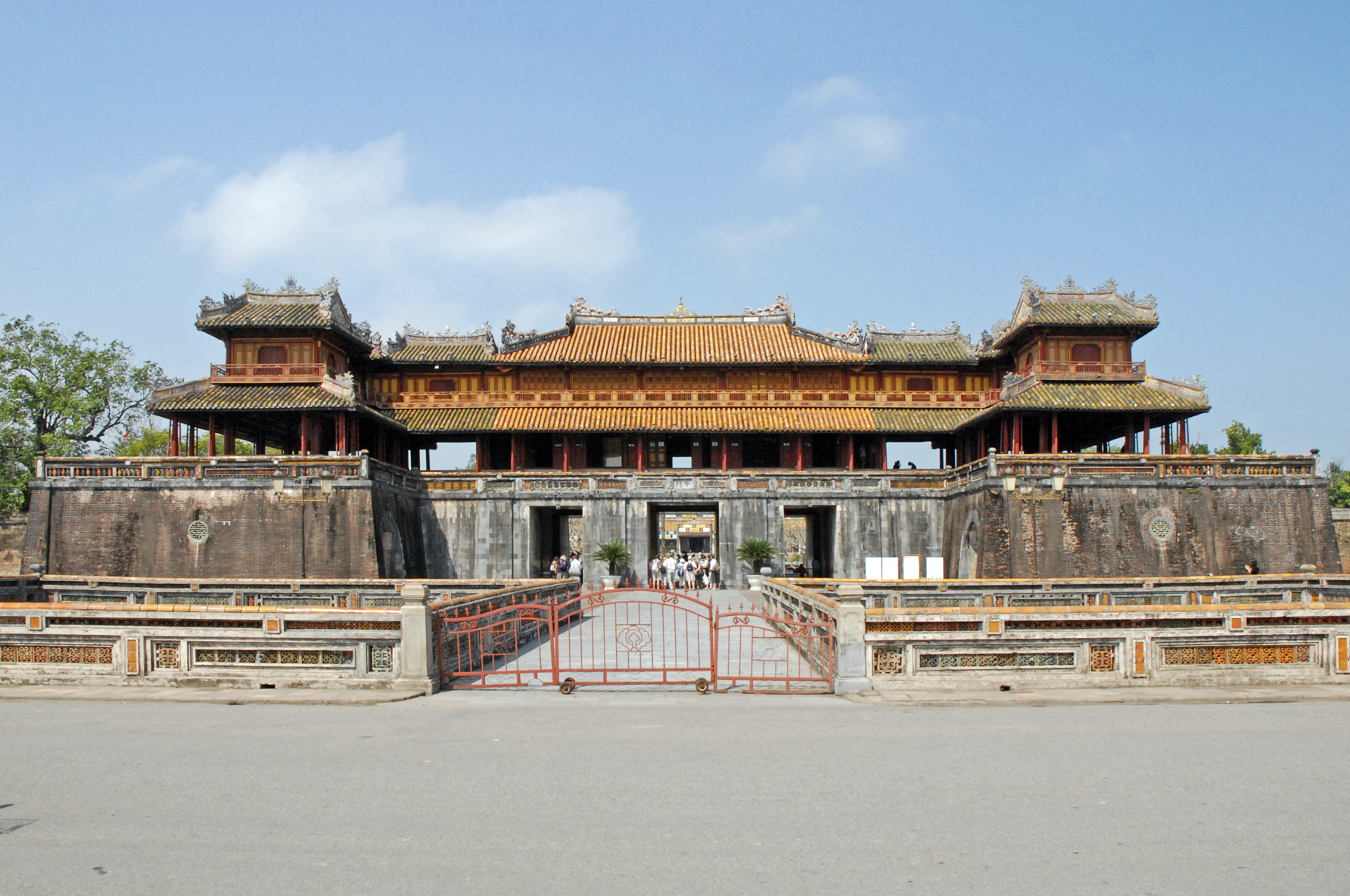
La Porte du Midi agrandie par Minh Mang en 1833.

Minh Mang est l'empereur qui construisit le plus de palais à l'intérieur de la Cité impériale et de la Cité pourpre interdite de Hué. Il fit agrandir la salle du trône et la Porte du Midi. Il fit édifier le temple Thai et le Temple Thê pour le culte des ancêtres, avec des urnes dynastiques.
Minh Mang fit également édifier un théâtre, une bibliothèque et le belvédère.
Il fit construire son mausolée (1840-1843) à douze kilomètres de Hué. C'est le plus majestueux de la dynastie.
Il fait également terminer le canal de Vinh Tê près de la frontière du Cambodge.

## Notes et références

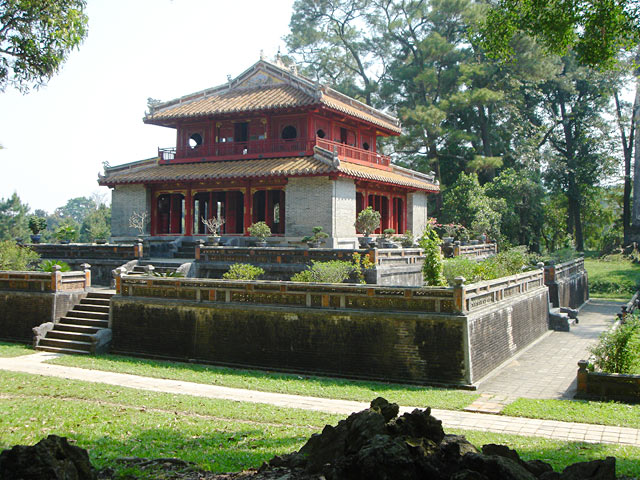
Mausolée de l'empereur Minh Mạng construit en 1840-1843 à douze kilomètres de Hué

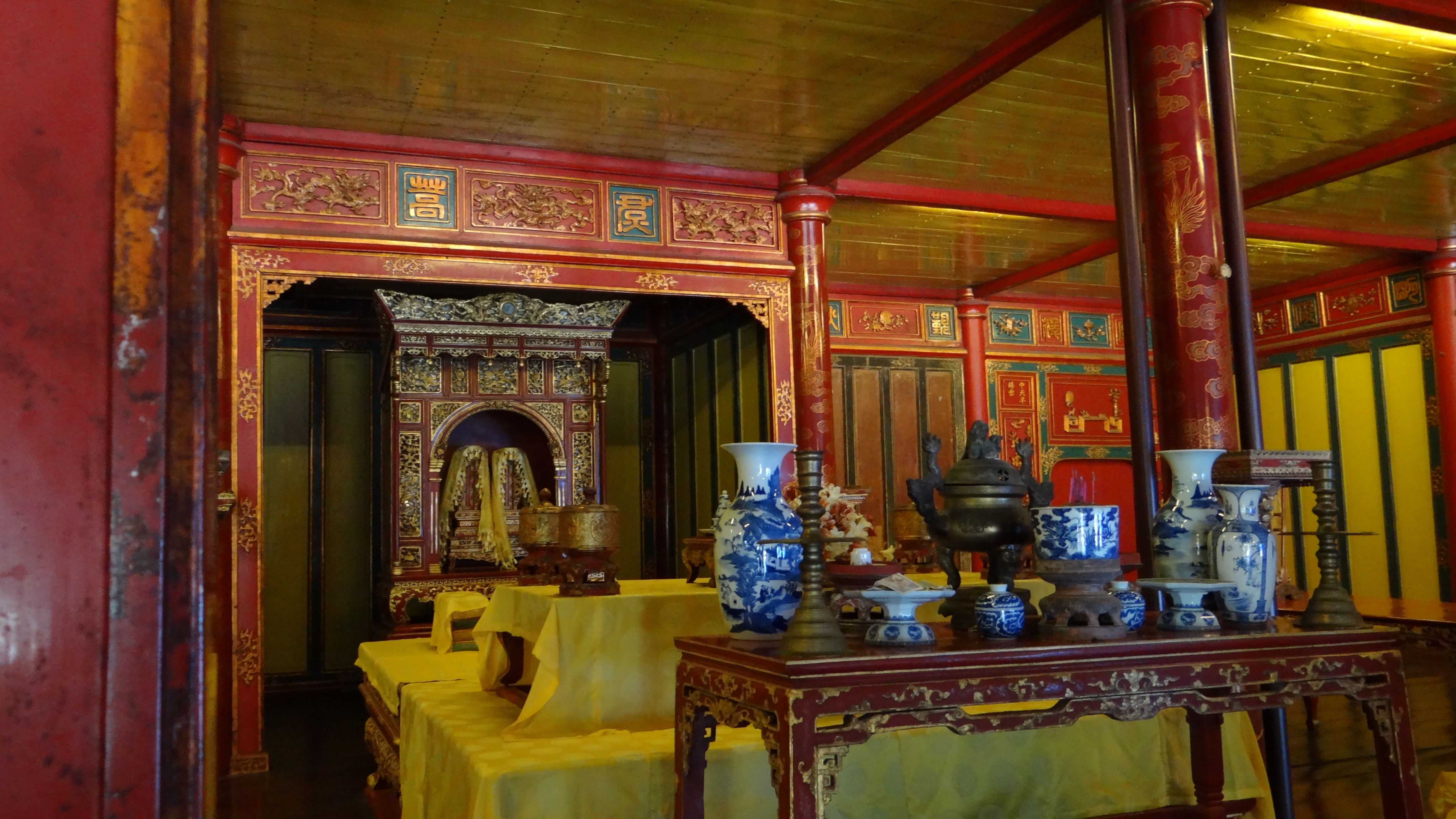
Sépulture de Minh Mang à l'intérieur